# 로런스 웡 (배우)
로렌스 웡(Lawrence Wong, 중국어: 王冠逸, 병음: Wáng Guànyì 왕관이[*], 한자음: 왕관일, 1988년 8월 5일 ~ )은 말레이시아의 배우, 가수, 모델, 텔레비전 진행자이다.